# サンミゲール郡 (コロラド州)
サンミゲール郡（英: San Miguel County）は、アメリカ合衆国コロラド州の南西部に位置する郡である。2020年国勢調査での人口は8,072人であり、2000年の7,359人から11.1％増加した。郡庁所在地は映画祭で名高いテルユライド（人口2,325人）であり、同郡で人口最大の町でもある。1883年に創設され、郡名はサンミゲール川に因んで名付けられた。

## 歴史
サンミゲール郡は近くにサンミゲール川があったことから、天使ミカエルのスペイン語がそこの郡名となった。1883年2月27日にユーレイ郡が分割されてサンミゲール郡が設置された。当初はサンミゲール郡となった所がユーレイ郡の名前を保持し、今のユーレイ郡はウンコンパーグレ郡と呼ばれていた。その僅か3日後の3月2日、コロラド州議会が考えを変えて、今の郡名に置き換えられた。
サンワン山脈の鉱山経営者達が1903年にサンワン地区鉱業協会を結成した。これはテルリド鉱業協会に対し、西部鉱夫連盟が1日8時間労働を提案し、州内有権者の72％が賛成した住民投票で認められた直接の結果だった。この新しい協会はサンミゲール、ユーレイ、サンワン各郡にある36の鉱山資産の総力を固めた。協会は労働時間の短縮や賃金の昇給を検討することを拒み、辛辣なストライキを引き起こすことになり、コロラド労働戦争と呼ばれるものになった。
郡西端で行われる農業は長期にわたって価値あるものであったが、現在の郡政府はそれを観光やレクリエーションに置き換えようとしたことから、郡内のその歴史豊かな遺産が失われかけた。

## 地理
アメリカ合衆国国勢調査局に拠れば、郡域全面積は1,288.49平方マイル (3,337.2 km2)であり、このうち陸地は1,286.50平方マイル (3,332.0  km2)、水域は1.98平方マイル (5.1 km2)で水域率は0.15％である。

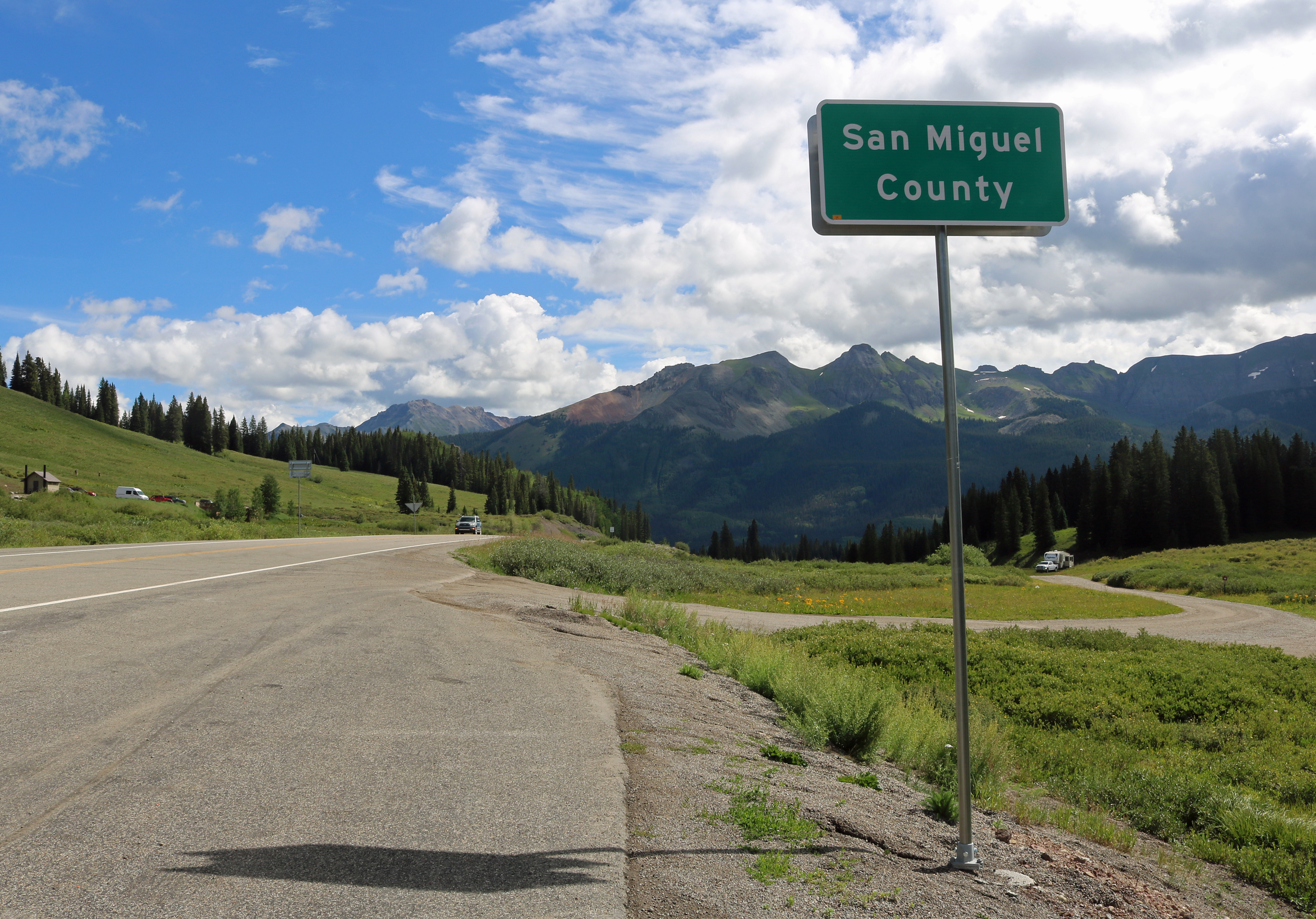
郡境界

### 隣接する郡
- モントローズ郡 - 北
- ユーレイ郡 - 東
- サンワン郡 - 南東
- ドロレス郡 - 南
- サンワン郡 (ユタ州) - 西

## 人口動態
以下は2000年国勢調査による人口統計データである。
| 基礎データ - 人口: 6,594人 - 世帯数: 3,015 世帯 - 家族数: 1,423 家族 - 人口密度: 2人/km2（5人/mi2） - 住居数: 5,197軒 - 住居密度: 2軒/km2（4軒/mi2） 人種別人口構成 - 白人: 93.57% - アフリカン・アメリカン: 0.29% - ネイティブ・アメリカン: 0.85% - アジア人: 0.74% - 太平洋諸島系: 0.08% - その他の人種: 3.37% - 混血: 1.11% - ヒスパニック・ラテン系: 6.66% 年齢別人口構成 - 18歳未満: 17.6% - 18-24歳: 9.9% - 25-44歳: 43.3% - 45-64歳: 25.8% - 65歳以上: 3.4% - 年齢の中央値: 34歳 - 性比（女性100人あたり男性の人口） - 総人口: 120.8 - 18歳以上: 126.4 | 世帯と家族（対世帯数） - 18歳未満の子供がいる: 22.8% - 結婚・同居している夫婦: 38.3% - 未婚・離婚・死別女性が世帯主: 5.4% - 非家族世帯: 52.8% - 単身世帯: 32.7% - 65歳以上の老人1人暮らし: 2.5% - 平均構成人数 - 世帯: 2.18人 - 家族: 2.77人 収入と家計 - 収入の中央値 - 世帯: 48,514米ドル - 家族: 60,417米ドル - 性別 - 男性: 35,922米ドル - 女性: 30,278米ドル - 人口1人あたり収入: 35,329米ドル - 貧困線以下 - 対人口: 10.4% - 対家族数: 6.6% - 18歳未満: 11.1% - 65歳以上: 8.0% |

## 都市と町

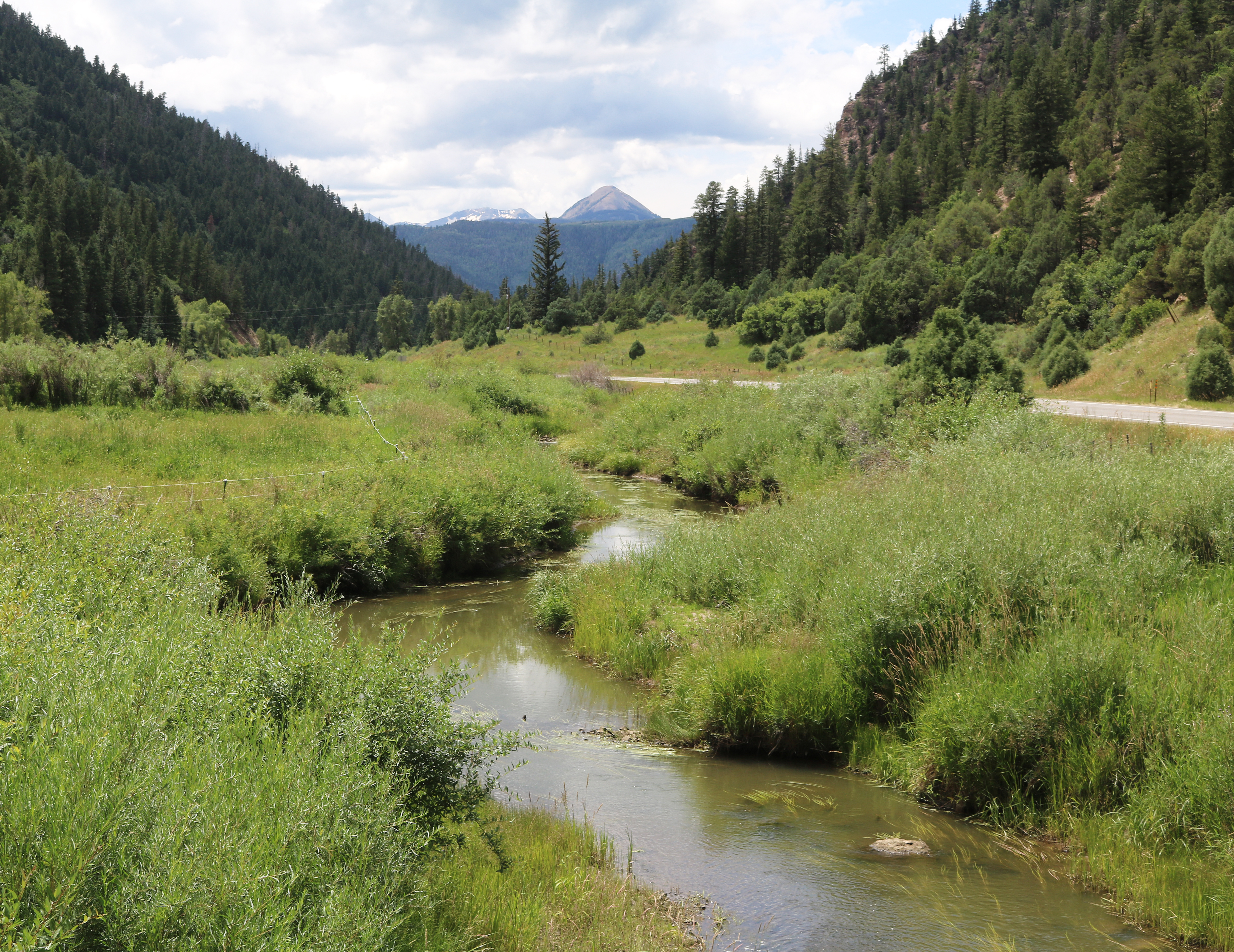
レオパード・クリーク

- テルユライド - 郡庁所在地
- マウンテンビレッジ
- ノーウッド
- オーファー
- プレイサビル
- ソーピット

## 国立歴史史跡
- オールド・スパニッシュ・トレイル国立歴史道
- テルユライド国立歴史地区

## 国有林
- ウンコンパーグレ国立の森

## 国立原生地域
- リザードヘッド原生地
- マウントスネフェルス原生地

## 自転車道
- グレートパークス自転車道
- ウェスタンエキスプレス自転車道

## 国立景観道路
- サンワン・スカイウェイ〜シーニック・バイウェイ
- ユナウィープ/タベガシェ景観歴史側道